# NGC 5700
NGC 5700 é uma galáxia espiral barrada (SBbc) localizada na direcção da constelação de Boötes. Possui uma declinação de +48° 32' 43" e uma ascensão recta de 14 horas, 37 minutos e 01,6 segundos.
A galáxia NGC 5700 foi descoberta em 4 de Maio de 1877 por Lawrence Parsons.